# Lithosia sakia
Lithosia sakia är en fjärilsart som beskrevs av Matsumura 1927. Lithosia sakia ingår i släktet Lithosia och familjen björnspinnare. Inga underarter finns listade i Catalogue of Life.